# Glynn Lunney
Glynn Lunney (27. listopadu 1936, Old Forge, Pensylvánie – 19. března 2021) byl inženýr NASA, přičemž jejím zaměstnancem byl již od založení NASA v roce 1958. Lunney byl letovým ředitelem během programů Gemini a Apollo a byl ve službě při několika historických momentech, například při přistání Apolla 11 na Měsíci, nebo při začátku krize Apolla 13. Po skončení projektu Apollo se stal ředitelem projektu Apollo-Sojuz, prvního společného kosmického programu Spojených států a Sovětského svazu. Následně se stal ředitelem programu Space Shuttle. Lunney opustil NASA v roce 1985 a stal se viceprezidentem United Space Alliance.
Glynn Lunney byl jednou z klíčových postav amerického kosmického programu od programu Mercury až po program Space Shuttle. Lunney obdržel za svou práci mnoho ocenění, například National Space Trophy, kterou mu udělil Rotary Club v roce 2005. Chris Craft, první letový ředitel NASA, popsal Lunneyho jako „pravého hrdinu kosmického věku“ a také o něm řekl, že byl „jedním z největších přispěvatelů k výzkumu kosmu v posledních čtyřiceti letech“.